# Groves (Teksas)
Groves je grad u američkoj saveznoj državi Teksas. Prema popisu stanovništva iz 2010. u njemu je živjelo 16.144 stanovnika.